# Бородавка, Василий Васильевич
Василий Васильевич Бородавка (13 июня 1921, станица Тенгинская, Майкопский отдел, Кубано-Черноморская область — 23 мая 1994, посёлок Авчала, Тбилиси, Грузия) — дерево-модельщик Тбилисского стале-чугунолитейного завода «Центролит» Министерства чёрной металлургии СССР, Грузинская ССР. Герой Социалистического Труда (1966).

## Биография
Родился в 1921 году в русской крестьянской семье в станице Тенгинская Майкопского отдела. Одиннадцатилетним подростком стал сиротой, воспитывался вместе с сестрой в детском доме. В ноябре 1940 года призван в Красную Армию на срочную службу, которую проходил на Дальнем Востоке. Участвовал в Великой Отечественной войне. Воевал командиром отделения в составе 77-го отдельного сапёрного батальона 3-й стрелковой дивизии. В августе 1945 года сражался с японскими захватчиками. После демобилизации в 1947 году поехал к своей сестре, которая в то время проживала в Тбилиси.
Трудился модельщиком по дереву в модельном цехе Тбилисского завода «Центролит». Достигнув высокого мастерства в своей профессии, неоднократно занимал передовые позиции в заводском социалистическом соревновании. Удостаивался почётного звания «Лучший литейщик города Тбилиси». Указом Президиума Верховного Совета СССР от 2 апреля 1966 года удостоен звания Героя Социалистического Труда за «достигнутые успехи в развитии сельского хозяйства, промышленности и науки Грузинской ССР» с вручением ордена Ленина и золотой медали «Серп и Молот» (№ 10078).
Избирался депутатом Тбилисского городского Совета депутатов трудящихся.
После выхода на пенсию проживал в посёлке Авчала (сегодня — в городских границах Тбилиси, часть района Глдани). С 1981 года — персональный пенсионер союзного значения. Умер в мае 1994 года.
Награды
- Герой Социалистического Труда
- Орден Ленина
- Орден Отечественной войны 2 степени (11.03.1985)
- Медаль «За боевые заслуги» (14.09.1945)
- Почётный гражданин Тбилиси (1984)